# Mount Essinger
Mount Essinger ist ein 1905 m hoher Berg im ostantarktischen Viktorialand. In der Royal Society Range überragt er das östliche Massiv der Cathedral Rocks.
Das Advisory Committee on Antarctic Names benannte ihn 1992 in Verbindung mit der Benennung des Chaplains Tableland nach Lieutenant Commander Jesse W. Essinger von der United States Navy, der im antarktischen Winter 1968 als Kaplan auf der McMurdo-Station tätig war. Eine gewisse Verwechslungsgefahr aufgrund der ähnlichen Schreibweise besteht mit Mount Eissinger auf der Antarktischen Halbinsel.